# Spice Engineering
Pour les articles homonymes, voir Spice.

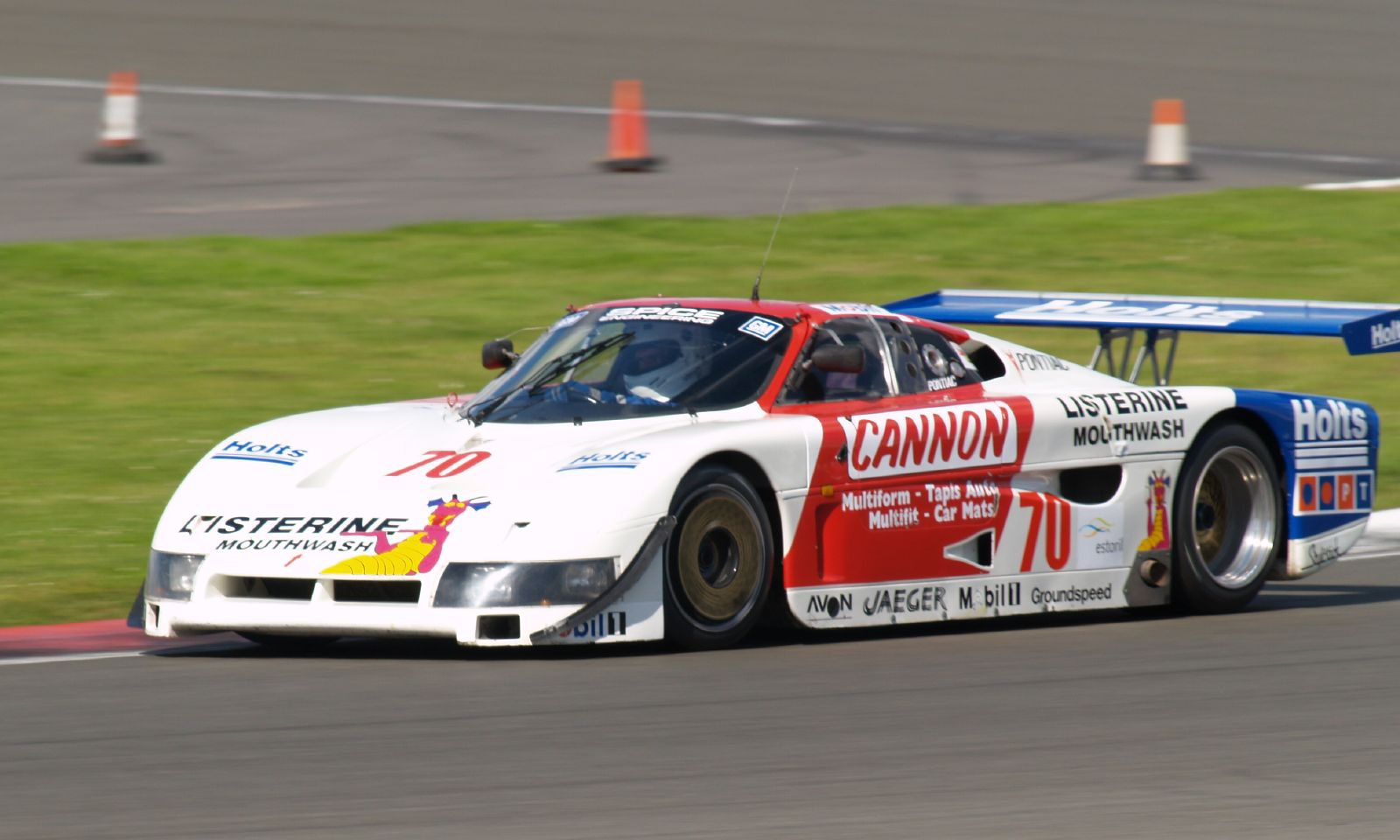
La Spice SE86 en 2007.

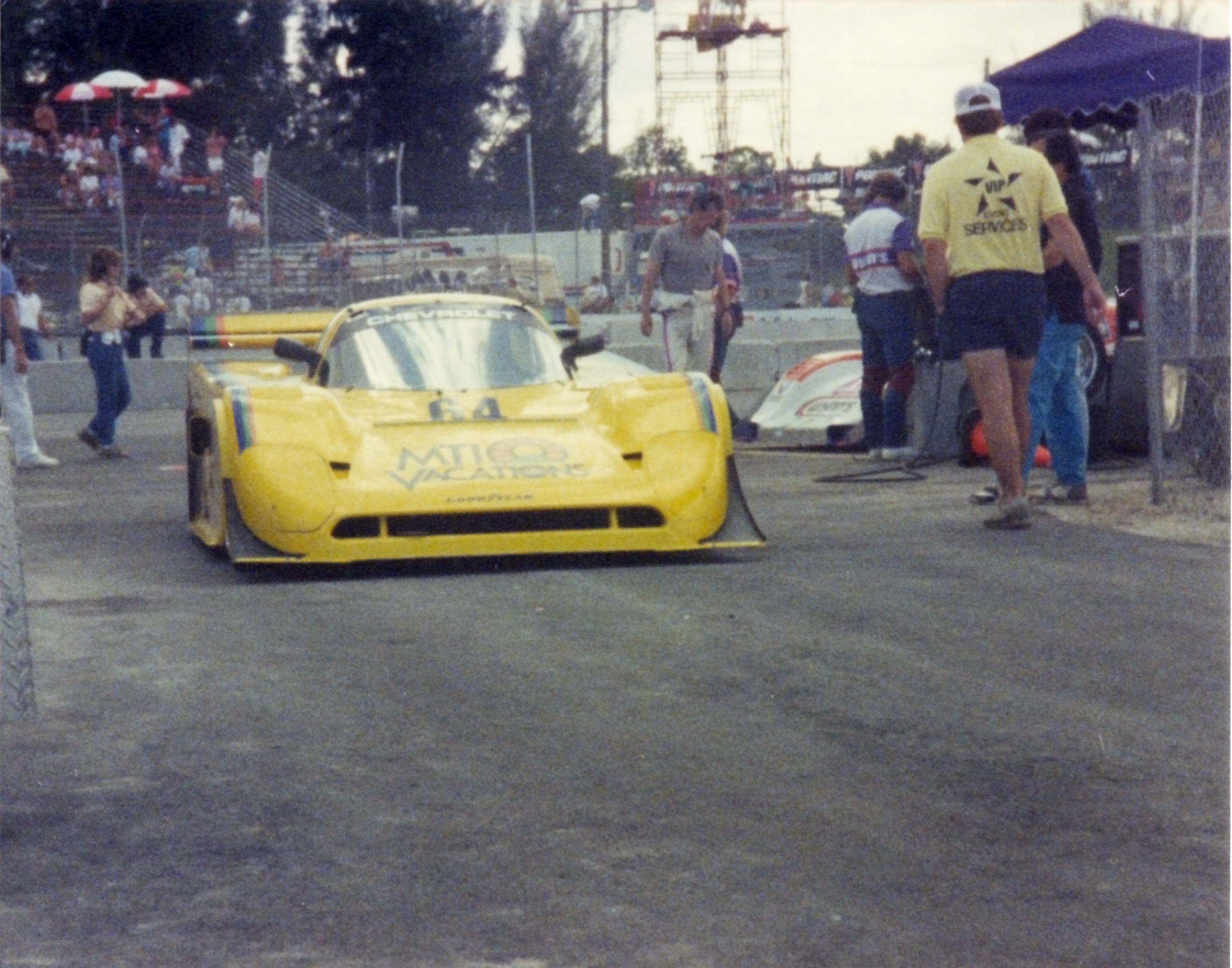
La Spice SE89P d'IMSA GTP en 1989.

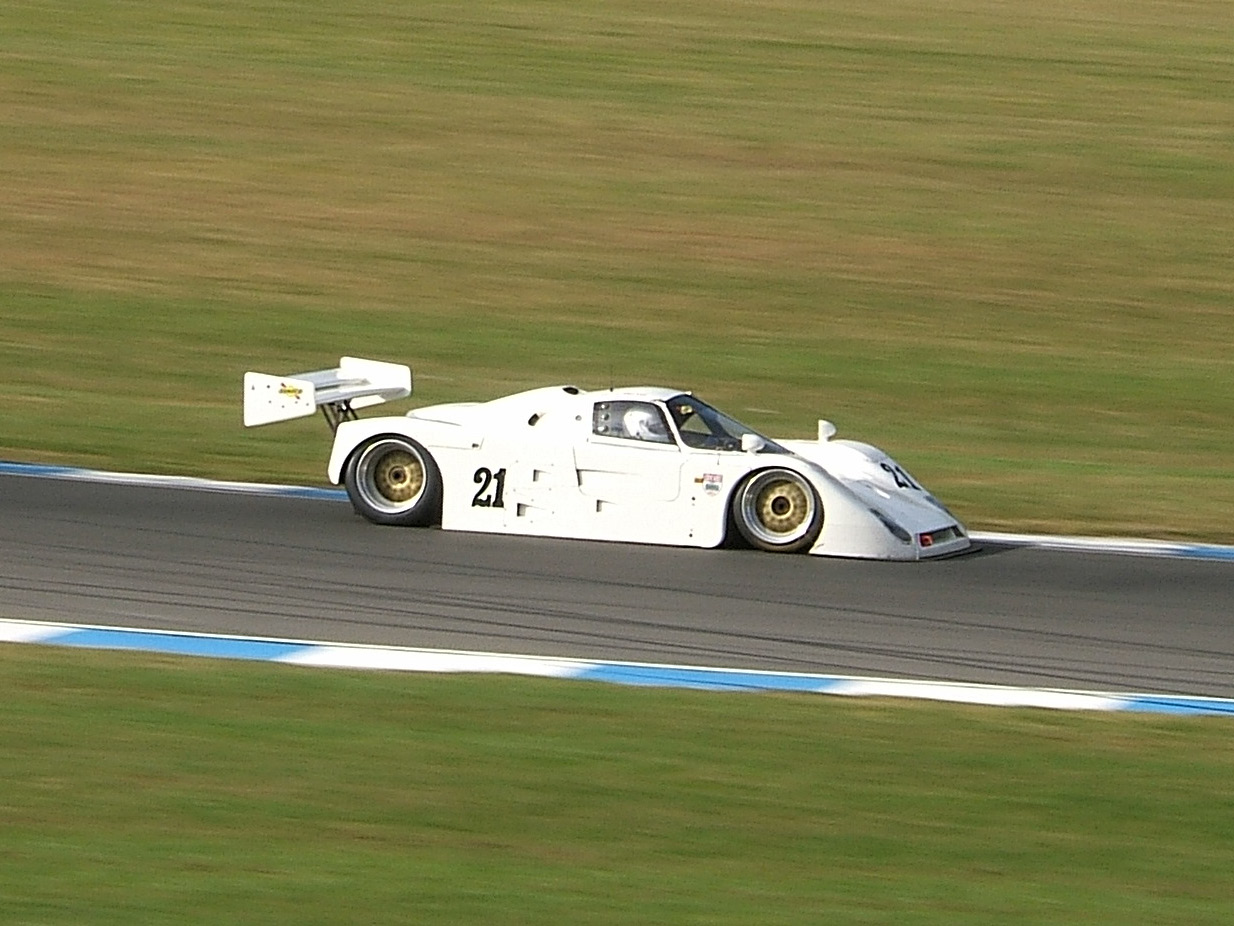
La Spice SE90C en 2007.

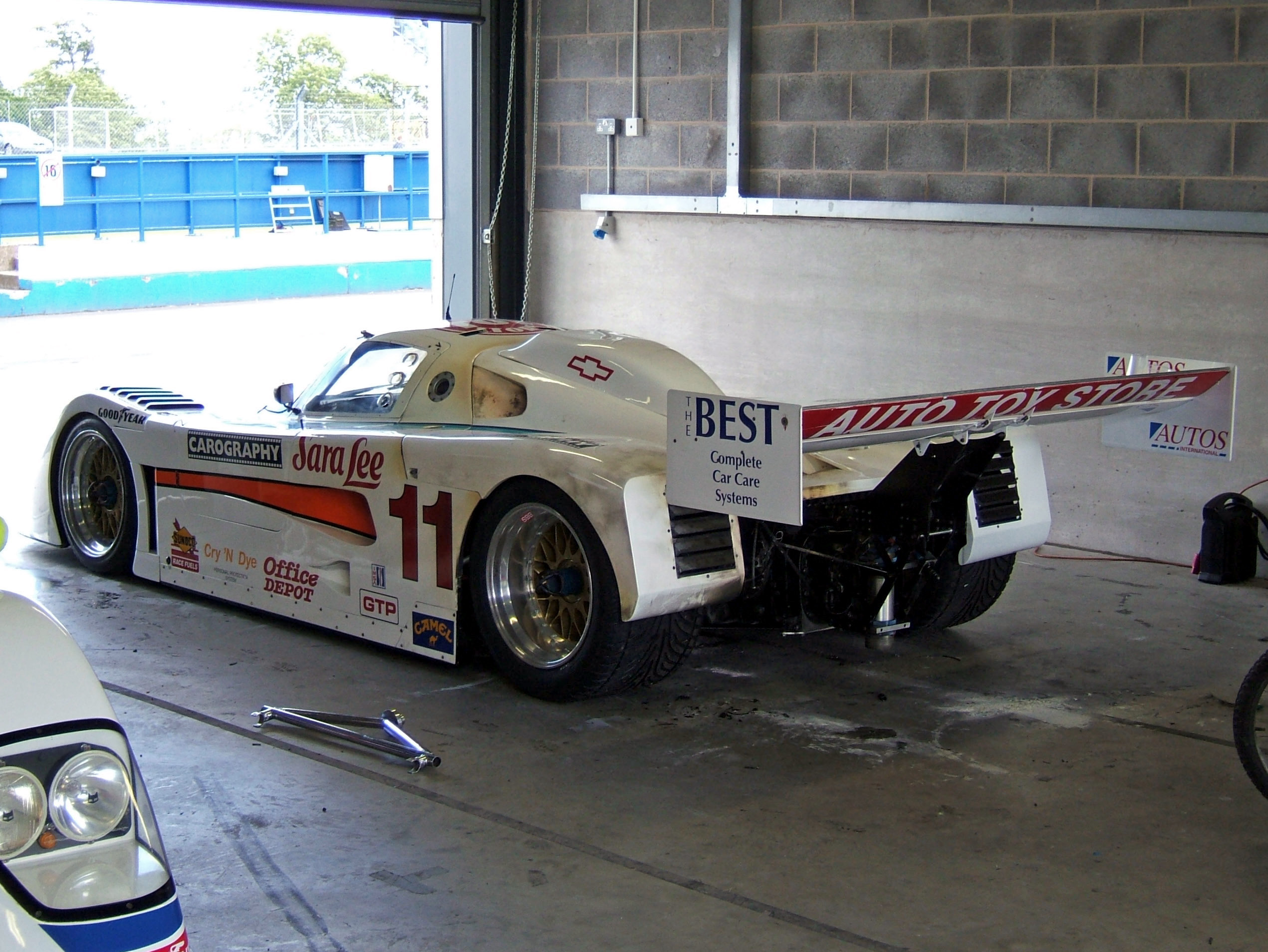
La Spice SE90 Chevrolet IMSA en 2007.

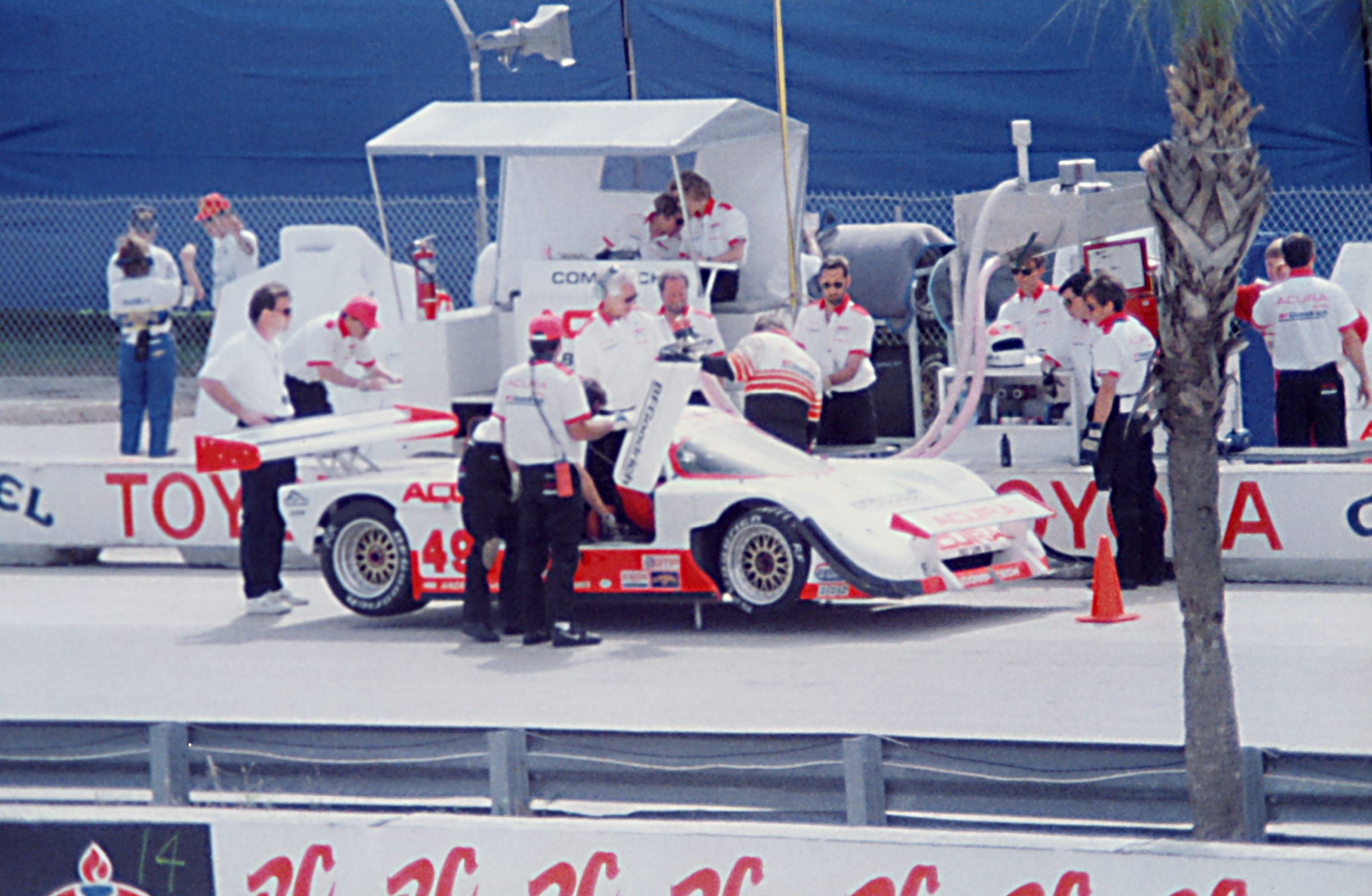
L'écurie Comptech Racing en 1992.

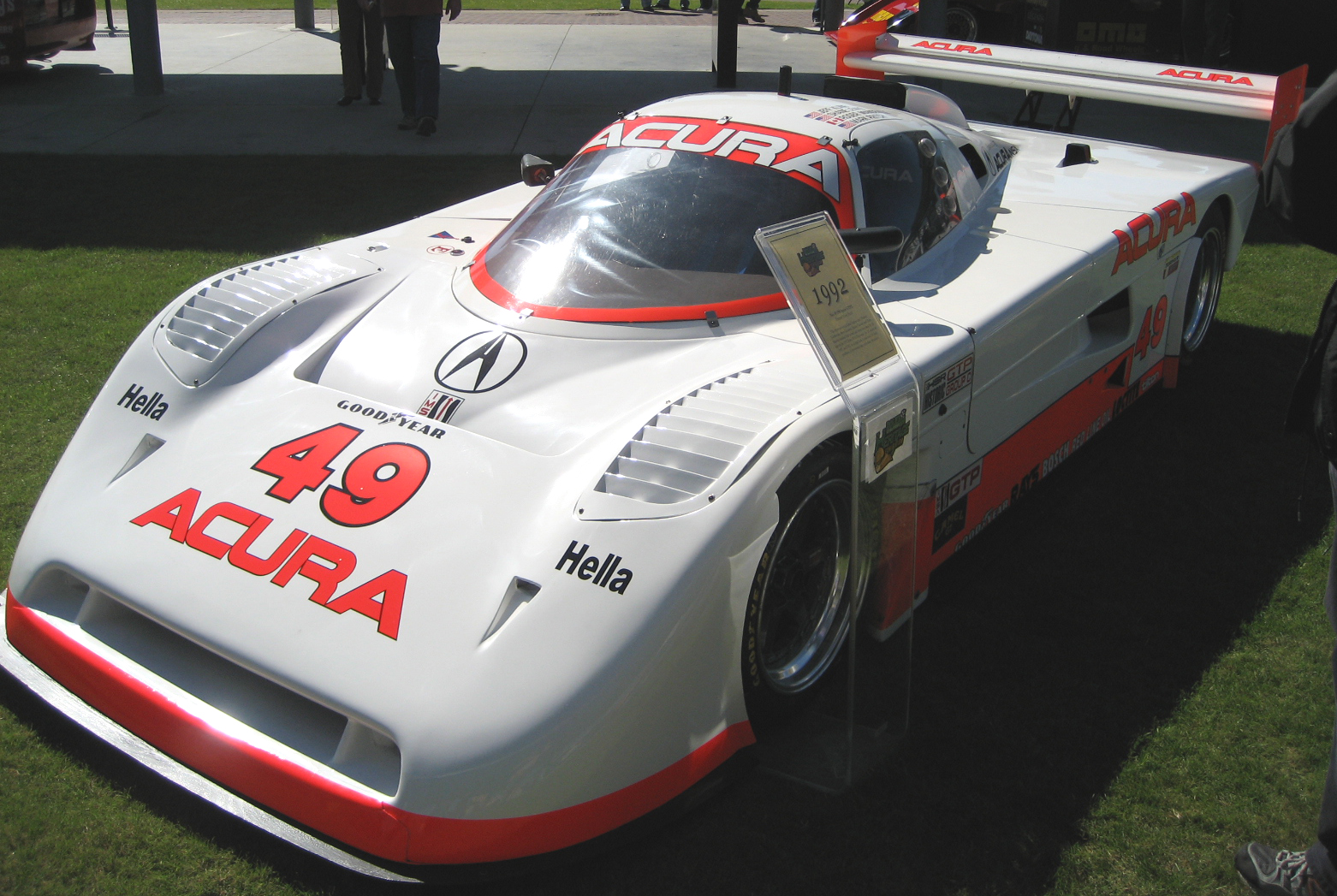
La Spice-Acura SE91P du Comptech Racing, 5e des 24 Heures de Daytona en 1992.

Spice Engineering fut une écurie de sport automobile fondée en 1980 par les frères Gordon Spice et Derek Spice. La structure devient constructeur de Sport-prototypes à partir de 1986 et remporte plusieurs titres en Championnat du monde des voitures de sport et Championnat IMSA GT. L'écurie disparait en 1994 à la suite de sa faillite.

## Histoire
En 1984, l'écurie débute en Championnat du monde des voitures de sport dans la catégorie C2 en engageant un châssis Tiga. Dès cette première saison, elle remporte quatre victoires dans sa catégorie. L'année suivante est marquée par le premier titre C2 et cinq victoires dont celle des 24 Heures du Mans.
À partir de 1986, l'écurie conçoit ses propres châssis pour participer au Championnat du monde des voitures de sport et engage aussi en Championnat IMSA GT un châssis confié au pilote Bob Earl. Les titres vont alors s'enchaîner jusqu'en 1989, année où la structure s'engage dans la catégorie C1 sans succès face aux grands constructeurs déjà présents.
Dès lors, le constructeur se concentre sur le Championnat IMSA GT et laisse des écuries comme Chamberlain Engineering remporter des titres avec des châssis vieillissants. L'annulation de la saison 1993 du Championnat du monde des voitures de sport puis l'arrêt de la catégorie GTP dans le Championnat IMSA GT en 1994 provoquent de graves soucis financiers qui entraînent la disparition de la structure.

## Palmarès écurie
- 24 Heures du Mans
  - Victoires dans la catégorie C2 en 1985, 1987 et 1988
- Championnat du monde des voitures de sport
  - Champion de la catégorie C2 en 1985 avec les pilotes Gordon Spice et Ray Bellm
  - Vice-champion de la catégorie C2 en 1986 derrière l'Ecurie Ecosse.
  - Champion de la catégorie C2 en 1987 avec les pilotes Gordon Spice et Fermín Vélez
  - Champion de la catégorie C2 en 1988 avec les pilotes Gordon Spice et Ray Bellm
- Championnat IMSA GT
  - Vainqueur de la catégorie Lights des 24 Heures de Daytona en 1987 avec Bob Earl, Don Bell et Jeff Kline

## Palmarès constructeur
- 24 Heures du Mans
  - Victoire dans la catégorie C1 en 1991
  - Victoires dans la catégorie C2 en 1987, 1988 et 1990
- Championnat du monde des voitures de sport
  - Vice-champion de la catégorie C2 en 1986 derrière l'Ecurie Ecosse.
  - Champion de la catégorie C2 en 1987 avec les pilotes Gordon Spice et Fermín Vélez
  - Champion de la catégorie C2 en 1988 avec les pilotes Gordon Spice et Ray Bellm
  - Champion de la catégorie C2 en 1989 avec l'écurie Chamberlain Engineering et les pilotes Fermín Vélez et Nick Adams
  - Champion de la catégorie FIA Cup en 1992 avec l'écurie Chamberlain Engineering et les pilotes Ferdinand de Lesseps, Will Hoy et Nick Adams
- Championnat IMSA GT
  - Champion en IMSA Camel Lights[1] en 1989 avec Scott Schubot, en 1990 avec Tomas Lopez, en 1991, 1992 et 1993 avec Parker Johnstone

## Châssis construits
Ce chapitre reprend certains châssis réalisés par la marque pour des courses d'endurance,.